# (17879) Robutel
(17879) Robutel (1999 BA14) – planetoida z pasa głównego asteroid okrążająca Słońce w ciągu 3,45 lat w średniej odległości 2,28 j.a. Odkryta 22 stycznia 1999 roku.